# Лари Чарлс
Лари Чарлс (на английски: Larry Charles) е американски сценарист, режисьор, продуцент и актьор носител на две награди „Еми“.

## Биография
Лари Чарлс е роден на 20 февруари 1956 година в Ню Йорк в еврейско семейство.

## Кариера
През 70-те години започва да работи като комик, след което става сценарист в телевизията, като през 1989–1995 година пише за популярния сериал „Зайнфелд“. След като режисира няколко телевизионни филма, от 2003 година работи и в киното, като става режисьор на филмите на Саша Барън Коен „Борат“ („Borat“, 2006), „Бруно“ („Brüno“, 2009) и „Диктаторът“ („The Dictator“, 2012), както и на антирелигиозния документален филм „Religulous“ (2008).